# PicoBSD
A PicoBSD egyike a FreeBSD egy floppy-s változatainak, egyike a BSD operációs rendszer utódainak. A különböző változatokban a PicoBSD lehetőséget biztosít, egy biztonságos dialup hozzáféréshez, egy kicsi lemezecske router, vagy egy betárcsázó-szerveren (dial-in server) keresztül, s mindezt csak egy szabványos (standard) 1.44MB-os floppyn. A PicoBSD "simán fut" egy minimális Intel 80386SX processzoron, 8MB RAM-mal, merevlemez nélkül(!).
Most, hogy a floppy lemez nem alapvető meghajtó minden új számítógépen, a PicoBSD használata elmozdult az elsődlegesen floppy alapú s leginkább kevés memóriával ellátott, merevlemez nélküli rendszerek felé.
Rugalmasságával, melyet a FreeBSD-től örökölt, a teljes mértékben hozzáférhető forráskódjával, könnyedén telepíthető, s teljesíthető vele számos feladat, úgy mint (de nem kizárólag):
- Merevlemez nélküli munkaállomás
- Hordozható betárcsázó kliens
- Testreszabható demó rendszer
- Beépített felügyelő flash memóriához vagy EEPROM-hoz
- Tűzfal
- Kommunikációs szerver
- Megoldás kereskedelmi router leváltására
- Disztmentes lakásautomatika rendszer

A PicoBSD fejlesztését évekkel ezelőtt befejezték, az utolsó verzió a 0.42, amely a FreeBSD 3.0 változatára épült.